# Къмбърланд
Вижте пояснителната страница за други значения на Къмбърланд.
Къмбърланд (на английски: Cumberland) e историческо графство в Северозападна Англия с административни функции от 12 век до 1974. Граничи на изток с Нортъмбърланд, на югоизток с Дърам, на юг с бившето графство Уестморланд и с Ланкашър и на север с графство Дъмфрисшър в Шотландия. През 1974 година е придадено към Къмбрия заедно с Уестморланд и части от Северен Ланкашър.